# Josep Alier i Avellanet
Josep Alier i Avellanet (Barcelona, 6 d'octubre de 1903 - 1953) fou director de la Schola Orpheonica de Barcelona, que havia fundat el 1903 el mestre Artur Marcet. També fou director de la Societat Coral Santcugatense. També fou compositor de sardanes i se li coneix la sardana Declaració d'amor.